# Peter von Köppen
Peter von Köppen (2. března 1793 Charkov – 4. června 1864 Karabach) byl ruský geograf, statistik, historik a etnograf německého původu. Proslavil se jako autor první etnografické mapy evropské části Ruska.
Narodil se v rodině lékaře a vystudoval univerzitu v Charkově. Jeho prvním dílem bylo Uebersicht der Quellen einer Literargeschichte Russlands z roku 1818. Publikoval dále několik prací o etnografii, geografii a demografii, většinou psané v němčině. V roce 1845 byl jedním ze zakladatelů Ruské geografické společnosti a členem Akademie věd. Měl dva syny, Wladimira a Fjodora Köppena. Poslední roky svého života strávil na jižním pobřeží Krymu nedaleko Alušty na statku Karabach, který mu byl darován carem.